# Езичестолистен равнец
Езичестолистният равнец (Achillea lingulata) е вид растение от семейство Сложноцветни (Asteraceae).
Таксонът е описан за пръв път от Пал Китайбел през 1799 година.

## Вариетети
- Achillea lingulata var. acutifolia
- Achillea lingulata var. buglossis